# USD Coin
O USD Coin (USDC) é uma moeda estável digital que está ligada ao dólar dos Estados Unidos e funciona na Ethereum, Stellar, Algorand, Solana e Tron, assim como no sistema Hedera Hashgraph. O USD Coin é administrada por um consórcio chamado Centre, que foi fundado pela Circle e inclui membros da bolsa de moedas criptográficas Coinbase. e da empresa mineradora de Bitcoin chamada Bitmain, um investidor da Circle.